# Martinišće
Martinišće is een plaats in de gemeente Zabok in de Kroatische provincie Krapina-Zagorje. De plaats telt 360 inwoners (2001).